# アッルミエーレ
アッルミエーレ（伊: Allumiere）は、イタリア共和国ラツィオ州ローマ県にある、人口約3,700人の基礎自治体（コムーネ）。

## 地理

### 位置・広がり
ローマ県北西部のコムーネ。ローマの中心部からは西北西に約57kmの距離にある。

#### 隣接コムーネ
隣接するコムーネは以下の通り。カッコ内は県名略記号。
- チヴィタヴェッキア
- サンタ・マリネッラ
- タルクイーニア (VT)
- トルファ

### 気候分類・地震分類
アッルミエーレにおけるイタリアの気候分類 (it) および度日は、zona E, 2134 GGである。
また、イタリアの地震リスク階級 (it) では、zona 3B (sismicità bassa) に分類される。

## 歴史
1460年代、トルファ山地で非常に重要なミョウバン(イタリア語でallume)の地層が発見され、1941年まで採掘が続いた。
アッルミエーレの街は採掘者向けの施設と、鉱山の会計事務所を元にしていて、実際その最も重要な建築物は市庁舎ではなく、そのビルでは鉱山の会計活動が行われていた。

## 行政

### 山岳部共同体
広域行政組織である山岳部共同体 (it:Comunità montana Monti della Tolfa) に属している。

### 地区
アッルミエーレには、以下の地区（Contrade）がある。
- Burò, Ghetto, La Bianca, Nona, Polveriera, Sant'Antonio

## 姉妹都市
- Puzol、スペイン
- ドイチュクロイツ（ドイツ語版）、オーストリア
- エーグルフィング、ドイツ

## 文化

### 祭りと伝統
- 8月15日の次の日曜日には、「地区毎のパリオ」(Palio delle Contrade)が行われ、6つの地区から16世紀の衣装の行列とロバによる街路での競争(パリオ)が続く。